# Ян Железний
Ян Железний (чеськ. Jan Železný) (* 16 червня 1966, Млада-Болеслав) — чеський метальник списа, встановив шість світових рекордів, завоював чотири олімпійські медалі — у тому числі три золоті, тричі чемпіон світу. У 1996 і 2000 рр.. визнаний найкращим легкоатлетом Європи. Після перемоги на Олімпійських іграх в Сіднеї також визнаний найкращим легкоатлетом світу за 2000 рік.

## Життєпис
Ян народився в спортивній сім'ї — метальниками списа були і мати, і батько, так що над тим, який вид легкої атлетики вибрати, особливо він не замислювався. Перший успіх прийшов до 17-річного спортсмена в 1983 році у Ленінграді. На змаганнях легкоатлетів соціалістичних країн юний Железний виграв першу у своєму житті медаль — поки ще бронзову. Тоді його спис відлетів на 69 метрів.
Далі почалося планомірне та поступове сходження на спортивний Олімп. У 1987 році на чемпіонаті світу з легкої атлетики, що проходив в Італії, Ян Железний став третім призером. Рік по тому на Олімпійських іграх в Сеулі виграв срібну медаль.
Ну а починаючи з ігор XXV Олімпіади 1992 року в Барселоні, коли Железний вперше став олімпійським чемпіоном, для спортсмена настав «золотий період».
Після цього Ян ще двічі вигравав олімпійське золото: у 1996 і 2000 роках. Це поки ще єдиний випадок, коли метальник списа тричі поспіль вигравав Олімпійські Ігри. Тричі виграв «золото» на Чемпіонатах світу 1993, 1995 і 2001 років і «бронзу» в 1999. Через тривалий і дуже успішний виступ здобув прізвисько «Чемпіон трьох десятиліть» та вважається найкращим метатльником списа всіх часів.
У Чехії був названий Спортсменом року і кілька разів легкоатлетом року. Останній його світовий рекорд — 98,48 м, який він встановив у 1996-му році в Єні, досі ніхто не побив. Крім світового рекорду, Яну Железному належать олімпійський рекорд (90,17) і рекорд Чемпіонатів світу (92,80 м). Від другого результату (93,09 м фіна Акі Парвіайнена) його рекорд світу відстоїть більш ніж на 5 метрів. Ян Железний виконав 53 кидки за 90 метрів, що до сьогодні більше таких кидків всіх інших метальників списа разом узятих.
На олімпійських іграх в Афінах у 2004-му році був обраний колегами до Комісії спортсменів Міжнародного олімпійського комітету.
Ян Железний завершив свою кар'єру атлета в 2006 році в рідному Млада-Болеславі. Після завершення професійної кар'єри став тренером.